# Ioan Mărginean
Ioan Mărginean (n. 13 octombrie 1960, Cugir, România) este un fost jucător de fotbal și conducător de fotbal, care în prezent este președinte la FC Brașov.

## Biografie sportivă
În cariera sa de jucător a fost fundaș central și a început cariera de jucător la Metalugistul Cugir, în Divizia B. Are în palmares două Cupe ale României (83, 84) și trei campionate (82,83,84). Optimi de finală în Cupa UEFA (IFK Gotenborg în 1983 și semifinală de Cupa Campionilor Europeni în 1984 cu Liverpool. 
A debutat în Divizia A pe 27 februarie 1980 în ASA Târgu-Mureș-Dinamo, 0-0, în care a luat nota 8 în Sportul, cel mai important ziar de sport al vremii. 
A absolvit Institutul de Educație Fizică și Sport cu specializare în fotbal și un curs de master „Management sportiv”. 
Are 30 de ani ca și conducător în fotbal și a îndeplinit funcțiile de director tehnic la Extensiv Craiova și la U Cluj, manager sportiv la Ceahlăul Piatra Neamț, vicepreședinte FC Brașov, președinte la U Cluj și Gaz Metan Mediaș.
Echipe conduse: 1992-2000 președinte Unirea Alba Iulia, 2000-2002 vicepreședinte Extensiv Craiova, 2003-2004 vicepreședinte FC Brașov,  2005-2008 vicepreședinte Ceahlăul Piatra Neamț, 2008-2015 președinte Universitatea Cluj, 2016-2020 președinte Gaz Metan Mediaș,  2021-prezent președinte FC Brașov.